# Wilhelm Embriaco
Wilhelm Embriaco oder Wilhelm von Gibelet (frz. Guillaume; † nach Dezember 1204) war ein Adliger in der Grafschaft Tripolis.

## Leben
Er war der jüngste Sohn des Wilhelm II. Embriaco, Herr von Gibelet und seiner Frau Sancha. Sein ältester Bruder Hugo II. folgte dem Vater als Herr von Gibelet, sein Bruder Raimund war Konstabler von Tripolis.
Wilhelm heiratete Fadie, eine jüngere Tochter des Manasses von Hierges, Konstabler von Jerusalem, Herr von Ramla und Mirabel. Mit ihr hatte er einen Sohn:
- Hugo († nach 1220), Herr von Besmedin (Bethmezin), ⚭ Agnes von Ham, Tochter des Gerhard von Ham, Konstabler von Tripolis.